# 춘천막국수체험박물관
춘천의 향토음식인 막국수를 테마로 2006년 개관한 춘천막국수체험박물관은 강원특별자치도 춘천시 신북읍에 있는 테마 박물관이다.

## 연혁
- 2006년 8월 31일 개관
- 2015년 춘천막국수협의회 영농조합법인로 운영주체 변경

## 시설 현황
전시실, 체험실, 교육실(대기실), 시식장

## 관람 안내
관람 시간
- 09:00 ~ 18:00

휴관일
- 음력 1월 1일
- 음력 8월 15일